# Khel Khel Mein
Khel Khel Mein je indický hraný film z roku 2024, který režíroval Mudassar Aziz podle italského filmu Naprostí cizinci z roku 2016. Snímek měl premiéru dne 15. srpna 2024. Po filmu Loudspeaker z roku 2018 se jedná o druhé indické zpracování tohoto námětu.

## Děj
Sedm dlouholetých přátel, tři manželské páry a jeden rozvedený muž, se setkávají jako hosté na svatbě v Džajpuru. Po obřadu se rozhodnou společně hrát neobvyklou hru: mobilní zařízení všech se položí uprostřed stolu a všechny zprávy, e-maily a konverzace všech budou zveřejněny ostatním. Hra se zdá být zpočátku vtipná, ale postupně nabírá ostřejší a temnější obrátky, jak se začínají odhalovat tajemství všech přítomných, což vede k nedorozuměním mezi partnery.

## Obsazení
| Akshay Kumar   | Rishabh Malik  |
| Taapsee Pannu  | Harpreet       |
| Vaani Kapoor   | Vartika        |
| Ammy Virk      | Harpreet Singh |
| Aditya Seal    | Samrat         |
| Pragya Jaiswal | Naina Tanwar   |
| Fardeen Khan   | Kabir          |